# Frans van Schaik

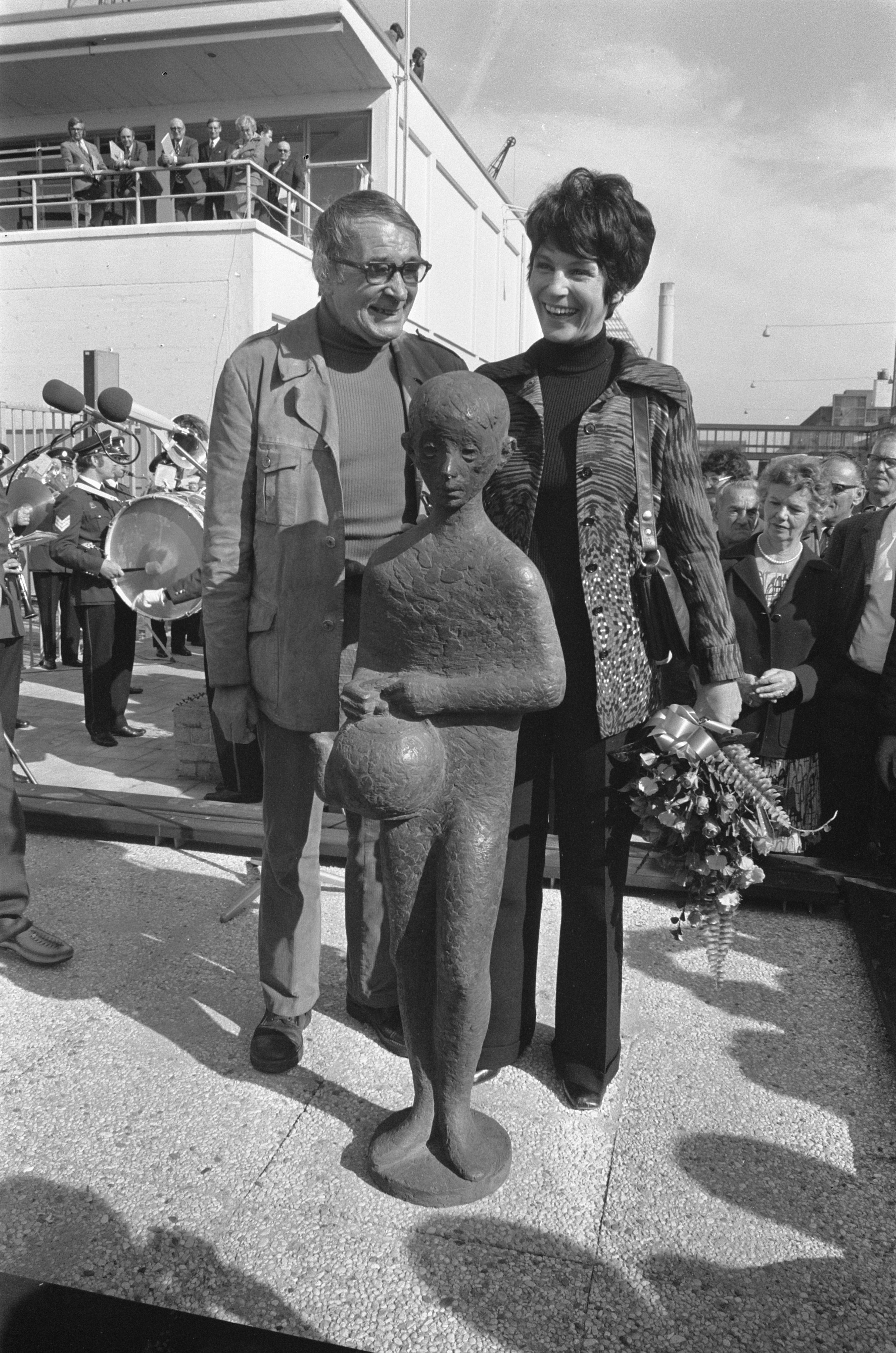
Frans van Schaik en Mies Bouwman bij de onthulling van een bronzen beeld van Ketelbinkie (1973)

Gerrit Frans van Schaik (ook weleens geschreven als van Schaick) (Amsterdam, 8 december 1907 - aldaar, 4 januari 1990) was een Nederlands zanger.
Hij was oorspronkelijk bedrijfsleider van een fabriek in knippatronen. In de jaren dertig begon hij een zangcarrière onder de artiestennaam Ted Jenkins. Aanvankelijk zong hij vooral Franse chansons en cowboyliederen.
In 1940 nam hij de zang voor zijn rekening in het muzikale hoorspel Vrouw aan boord van Anton Beuving en Jan Vogel. Een van de liederen daarin was Ketelbinkie, wat zijn grootste succes zou worden. Drie jaar later zette hij het voor het eerst op de plaat, op het orgel begeleid door Cor Steyn.
Door het succes van Ketelbinkie concentreerde Van Schaik zich vooral op zeemansliederen. Zijn artiestennaam was de zingende zwerver. Andere populaire liederen van hem waren Het zwerverslied (1946), Geef mij maar een schip (1947), En altijd komen er schepen (1948) en Droomland (1950). Hij was ook tweemaal in een Nederlandse film te zien: in 1949 in Een koninkrijk voor een huis en in 1955 in Ciske de rat. Ook trad hij regelmatig op in revues en operettes. Vanaf 1955 werkte hij als een van de eersten in Nederland als platenplugger. Maar het is het lied over de straatjongen van Rotterdam waardoor de Amsterdammer Van Schaik nog steeds voortleeft.